# پل دو کاستلژو
پل دو کاستلژو (زاده ۱۹ نوامبر ۱۹۳۰ در بزانسون، فرانسه) فیزیکدان و ریاضیدان فرانسوی است. در سال ۱۹۵۹، زمانی که در سیتروئن کار می‌کرد، الگوریتمی برای ارزیابی محاسبات روی یک خانواده خاص از منحنی‌ها بوجود آورد که بعداً توسط مهندس پیر بزیه رسمیت یافت و به منحنی‌هایی معروف شد که به‌طور گسترده به منحنی‌های بزیه معروف شدند. الگوریتم دو کاستلژو با برخی تغییرات جزئی به‌طور گسترده‌ای مورد استفاده قرار می‌گیرد، زیرا قوی‌ترین و از نظر عددی پایدارترین روش برای ارزیابی چند جمله ای‌ها است. روش‌های دیگر، مانند روش هورنر و تفاضل رو به جلو، برای محاسبه نقاط منفرد سریع‌تر هستند اما از استحکام کمتری برخوردار هستند. هنوز هم الگوریتم دو کاستلژو سریع‌ترین روش تقسیم منحنی دو کاستلژو یا منحنی بزیه به دو بخش منحنی در یک مکان پارامتری دلخواه است.

## جوایز
پل دو کاستلژو جایزه بزیه ۲۰۱۲ را از انجمن مدلینگ جامد (SMA) دریافت کرد. اعلامیه SMA به برجسته کردن الگوریتم همنام دو کاستلژو می‌پردازد:
مشارکت‌های پل دو کاستلژو کمتر از آنچه که باید باشد، شناخته شده‌است، زیرا او قادر به انتشار آن‌ها تا زمانی که ایده‌های مشابه به‌طور مستقل توسط دیگران ابداع نشده بود، نبود، گاهی اوقات به شکلی متفاوت اما اکنون به‌طور قابل تشخیصی مرتبط هستند. از آنجایی که او اجازه انتشار آثار اولیه خود را نداشت، اکنون چندجمله‌ای‌های مبتنی بر 'برنشتاین' را «چندجمله‌ای‌های بزیه» می‌نامیم، اگرچه خود بزیه از نقاط کنترلی استفاده نکرد، به غیر از اولین بردارهای تفاوت آنها به عنوان ضرایب استفاده کرد. همچین، به پیروی از لایل رامشاو که به نوبهٔ خود اعتبار «رویکرد قطبی» زیربنایی در نظریه ریاضی اسپلاین‌ها را به دی کاستلژائو نسبت داد، ما نیز چندجمله‌ای‌های چند خطی را «شکوفنده» می‌نامیم. ما الگوریتم ارزیابی پایدار فرم برنشتاین-بزیه را برای چندجمله‌ای‌ها «الگوریتم دی کاستلژائو» می‌نامیم، اگرچه این نتیجه کلی‌تر کارل دبور است که آن را برای خطوط B بکار می‌برد که اکنون به‌طور گسترده در سیستم‌های CAD/CAM استفاده می‌شود.
بعلاوه، SMA از پیر بزیه در مورد مشارکت‌های دو کاستلژو نقل قول می‌کند:
شکی نیست که سیتروئن اولین شرکتی در فرانسه بود که در اوایل سال ۱۹۵۸ به CAD توجه کرد. پل دو کاستلژو، یک ریاضیدان بسیار با استعداد، سیستمی را بر اساس استفاده از چند جمله ای برنشتاین ابداع کرد. سیستم ابداع شده توسط دو کاستلژو گزایش به تبدیل اَشکال موجود به وصله‌هایی که بر اساس داده‌های عددی تعریف شده‌اند دارد . . . . به دلیل سیاست سیتروئن، نتایج به دست آمده توسط دی کاستلژائو تا سال ۱۹۷۴ منتشر نشد و این ریاضیدان عالی از بخشی از شهرت شایسته‌ای که اکتشافات و اختراعاتش باید برای او به دست می‌آورد، محروم شد.